# رجل له ماضي (فلم)
رجل له ماضي هو فيلم مصري صدر عام 2000، من إخراج أحمد يحيى وتأليف مصطفى محرم وإسماعيل ولي الدين، وبطولة كل من: كمال الشناوي، وليلى علوي، وفاروق الفيشاوي، وسامي سرحان، ومحمد فريد وحسني عبد الجليل.

## القصة
يقيم المليونير العجوز شاكر في ألمانيا منذ فترةٍ طويلة. يصاب بمرض يدخل على إثره المستشفى وهناك يعرف أنه مشرف على الموت ويقرر العودة إلى مصر ليلقى مصيره بها.
```
يبحث عن ابن بواب القصر ليساعده في البحث عن ابنته التي أنجبها من علاقة غير شرعية من خادمته بدارى وكان من الصعب عليه الزواج منها قبل سفره إلى الخارج، ثم يتعرف على البلطجي حميدو الذي يستغل زوجتة الراقصة منال في أعمال منافية للأخلاق، يطلب حميدو من منال ان تقدم نفسها إلى شاكر على أنها ابنته وبعد فترة يستيقظ ضميرها وتكشف للمليونير شاكر الحقيقة وانها سوف تقدم له ابنته الحقيقية وهي الفتاة التي احترفت 
الدعارة
 وتتعاطى 
المخدرات
.
```

يحاول الأب شاكر انقاذ ابنته مما وصلت إليه ولكن طعنة خاطئة من البلطجي حميدو تنهي حياة الابنة بين ذراعي والدها.

## وصلات خارجية
- مقالات تستعمل روابط فنية بلا صلة مع ويكي بيانات